# Тихань, Лайош
Лайош Ти́хань (собственно Тиханьи, венг. Tihanyi Lajos, 29 октября 1885, Будапешт, Австро-Венгрия — 11 июня 1938, Париж, Франция) — венгерский и французский живописец, деятель «парижской школы».

## Биография

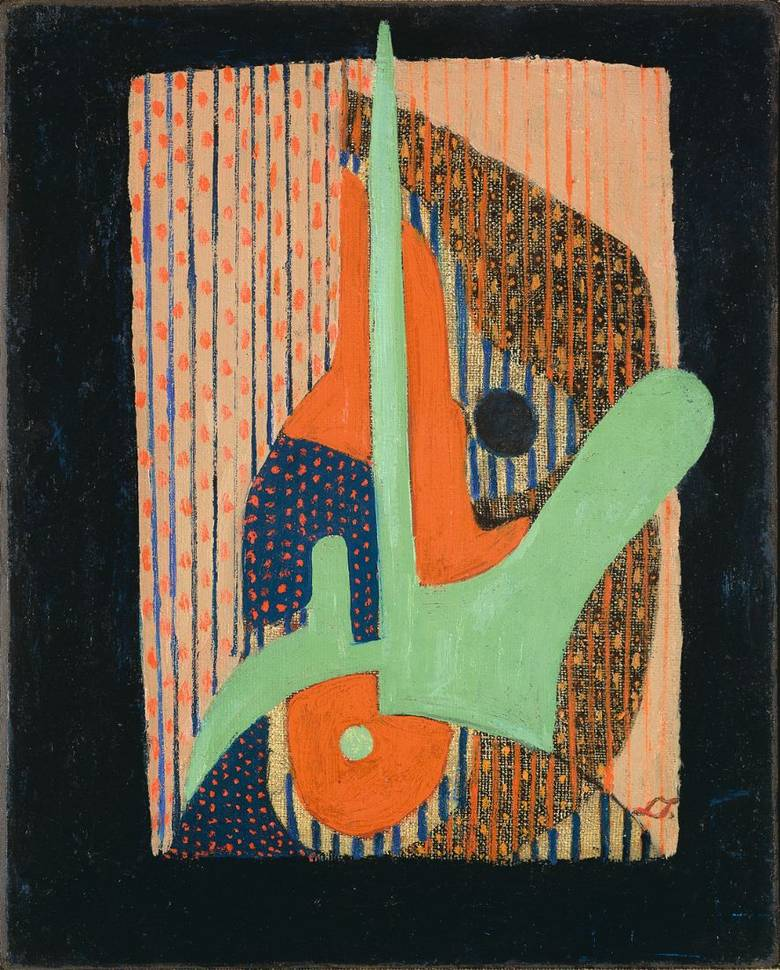
Без названия, 1933 год

Родился в венгерско-еврейской семье. Был глухонемым. Учился в Школе прикладного рисунка. Близок к журналу венгерских футуристов «Ма» («Сегодня»), принадлежал к авангардистской группе «Восемь». В 1919 году после поражения Венгерской революции был вынужден эмигрировать — сначала в Вену и Берлин, в 1924 году — в Париж. Познакомился с Пикассо, подружился с Андре Кертесом, который создал его фотопортрет (1926). В 1925 году состоялась персональная выставка Тиханя в парижской авангардистской галерее «Весна священная», организованная Эдит Дьёмрёи. Умер от менингита. Речь на его похоронах на кладбище Пер-Лашез произнёс Робер Деснос, стоя рядом с Михаем Каройи.

## Творчество
В начале развивал традиции Сезанна, вобрал элементы кубизма и экспрессионизма (Оскар Кокошка), в парижский период пришёл к нефигуративным композициям. Оставил портреты Эндре Ади, Михая Бабича, Дёжё Костолани, Шандора Мараи, Лайоша Кашшака, Тристана Тцара и др.
Его картины хранятся в Венгерской национальной галерее, Музее современного искусства Парижа и в Бруклинском музее.